# Золотые горы Алтая
Золоты́е го́ры Алта́я — название, под которым в 1998 году ЮНЕСКО занесло в список Всемирного наследия три участка Алтайских гор на территории России:
- Алтайский заповедник и буферная зона Телецкого озера (965 753 га);
- Катунский заповедник и буферная зона горы Белуха (392 800 га);
- плоскогорье Укок (252 904 га)[1].

Общая площадь охраняемой зоны составляет 16 178 км².
Выбор этих территорий связан с тем, что именно они в своей совокупности наиболее полно в Сибири представляют чередование зон альпийской растительности: степь, лесостепь, смешанные леса, субальпийский и альпийский пояса. Кроме того, учитывалось значение этих районов для сохранения популяций таких редких животных, как ирбис, сибирский горный козёл и алтайский аргали.
В пределах охранной зоны находятся некоторые места обнаружения пазырыкских могильников.
Международный союз охраны природы выражает озабоченность тем, что, несмотря на внесение этих территорий в список Всемирного наследия, что должно было бы гарантировать им особый охраняемый статус, здесь продолжает процветать браконьерство. Озабоченность экологов вызывает также проект строительства газопровода и скоростной автотрассы от Кош-Агача через Укок в Китай.